# Viorel Talapan
Viorel Talapan (Mihai Viteazu, 25 februari 1972) is een Roemeens voormalig roeier. Talapan maakte zijn debuut met een vierde plaats in de twee-met-stuurman tijdens de wereldkampioenschappen roeien 1991. Een jaar later werd Talapan olympisch kampioen in de vier-met-stuurman en won de zilveren medaille in de acht tijdens de Olympische Zomerspelen 1992. Tijdens de wereldkampioenschappen roeien 1993, 1994 en 1996 werd Talapan wereldkampioen in de vier-met-stuurman die op dat moment geen olympische onderdeel meer was. Tijdens de Olympische Zomerspelen 1996 behaalde Talapan de zevende plaats in de acht. Talapan sloot zijn carrière af met de zesde plaats in de acht tijdens de Olympische Zomerspelen 2000.

## Resultaten
- Wereldkampioenschappen roeien 1991 in Wenen 4e in de twee-met-stuurman
- Wereldkampioenschappen roeien 1991 in Wenen 12e in de twee-zonder-stuurman
- Olympische Zomerspelen 1992 in Barcelona  in de vier-met-stuurman
- Olympische Zomerspelen 1992 in Barcelona  in de acht
- Wereldkampioenschappen roeien 1993 in Račice  in de vier-met-stuurman
- Wereldkampioenschappen roeien 1993 in Račice  in de acht
- Wereldkampioenschappen roeien 1994 in Indianapolis  in de vier-met-stuurman
- Wereldkampioenschappen roeien 1994 in Indianapolis  in de acht
- Wereldkampioenschappen roeien 1995 in Tampere 5e in de acht
- Olympische Zomerspelen 1996 in Atlanta 7e in de acht
- Wereldkampioenschappen roeien 1996 in Motherwell  in de vier-met-stuurman
- Wereldkampioenschappen roeien 1997 in Aiguebelette-le-Lac  in de acht
- Wereldkampioenschappen roeien 1998 in Keulen  in de acht
- Wereldkampioenschappen roeien 1999 in St. Catharines 4e in de acht
- Olympische Zomerspelen 2000 in Sydney 6e in de acht

1900: Henri Bouckaert & Jean Cau & Émile Delchambre & Henri Hazebrouck & Charlot / Gustav Goßler & Oskar Goßler & Walter Katzenstein & Waldemar Tietgens & Carl Goßler  ·
1912: Albert Arnheiter & Hermann Wilker  & Otto Fickeisen & Rudolf Fickeisen & Otto Maier·
1920: Willy Brüderlin & Max Rudolf & Paul Rudolf & Hans Walter & Paul Staub · 
1924: Émile Albrecht & Alfred Probst & Eugen Sigg & Hans Walter & Émile Lachapelle ·
1928: Valerio Perentin & Giliante D'Este & Nicolò Vittori & Giovanni Delise & Renato Petronio ·
1932: Hans Eller & Horst Hoeck & Walter Meyer & Joachim Spremberg & Carlheinz Neumann ·
1936: Hans Maier & Walter Volle & Ernst Gaber & Paul Söllner & Fritz Bauer·
1948: Warren Westlund & Gordon Giovanelli & Robert Martin & Robert Will & Allen Morgan ·
1952: Karel Mejta & Jiří Havlis & Jan Jindra & Stanislav Lusk & Miroslav Koranda ·
1956: Alberto Winkler & Romano Sgheiz & Angelo Vanzin & Franco Trincavelli & Ivo Stefanoni ·
1960: Gerd Cintl & Horst Effertz & Klaus Riekemann & Jürgen Litz & Michael Obst·
1964: Peter Neusel & Bernhard Britting & Joachim Werner & Egbert Hirschfelder & Jürgen Oelke ·
1968: Dick Joyce & Ross Collinge & Dudley Storey & Warren Cole & Simon Dickie ·
1972: Peter Berger & Hans-Johann Färber & Gerhard Auer & Alois Bierl & Uwe Benter ·
1976: Vladimir Jesjinov & Nikolai Ivanov & Michail Koeznetsov & Aleksandr Klepikov & Aleksandr Loekjanov ·
1980: Dieter Wendisch & Ullrich Dießner & Walter Dießner & Gottfried Döhn & Andreas Gregor ·
1984: Martin Cross & Richard Budgett & Andy Holmes & Steve Redgrave & Adrian Ellison·
1988: Bernd Niesecke & Karsten Schmeling & Bernd Eichwurzel & Frank Klawonn & Hendrik Reiher ·
1992: Iulică Ruican & Viorel Talapan & Dimitrie Popescu & Nicolae Țaga & Dumitru Răducanu